# Béatrice Ardisson
 (octobre 2021).
Pour les articles homonymes, voir Ardisson.
Béatrice Ardisson, née Loustalan le 26 juillet 1963 à Auch (Gers), est une compositrice et styliste française.

## Biographie

### Carrière
Après des études de piano au conservatoire[Lequel ?], Béatrice Loustalan travaille pour Kenzo en tant que styliste. 
Dans les années 1990, Béatrice Ardisson réalise une compilation de reprises kitschs et décalées pour une émission créée et produite par Thierry Ardisson, Paris Dernière. L'album La Musique de Paris Dernière Vol.1 sort en 2000 et inaugure une série de sept volumes de compilations similaires. Elle lance également la série Mania avec Cloclo Mania en 2003. 
Béatrice Ardisson mène également une carrière de disc jockey et sonorise des lieux comme Le Fouquet's et la boutique Louis Vuitton à Paris. Love from Jaïpur sort en décembre 2009.
Depuis 2007, Béatrice Ardisson sonorise l'Hôtel Le Mathurin dans le 8e arrondissement de Paris. En septembre 2011 s'ouvre l'hôtel Jules et Jim dans le 3e arrondissement de Paris, dans lequel Béatrice Ardisson élabore l'intégralité de l'ambiance sonore.

### Vie privée
Elle se marie le 2 avril 1988  avec l'animateur Thierry Ardisson. Ils ont trois enfants, deux filles Ninon et Manon nées respectivement en 1989 et 1991 et un garçon Gaston né en 1996. En août 2010, Béatrice Ardisson annonce que le couple est en instance de divorce.

## Discographie
- La Musique de Paris Dernière : 8 Volumes (depuis 2000)
- La Musique de Tout le monde en parle (2002)
- Patchwork, la Musique de Christian Lacroix (2003)
- ClocloMania (2003)
- IndoMania (2004)
- Kong : 2 Volumes (2004, 2007)
- RioMania (2005)
- Mères et Filles - Comptoir des Cotonniers (2005)
- Fouquet's (2005)
- ClassicMania (2006)
- BowieMania (2007)
- J'irai dormir à Hollywood - Bande originale du film (2008)
- DylanMania (2009)
- Love from Jaipur (2009)
- SwingMania (2010)
- BeatlesMania (2011)
- Robert Mapplethorpe (2014)